# Silana farinosa
Silana farinosa  (лат.) — вид жуков щитоносок (Cassidini) из семейства листоедов. Южная и Юго-Восточная Азия: южная Индия, Малайзия, Шри-Ланка. Красновато-коричневое тело овальной формы. Растительноядная группа, питаются растениями различных видов, в том числе, Ziziphus sp. (Rhamnaceae), Murraya koenigii, Micromelum minutum (Rutaceae)
.